# Ізобільницьке водосховище

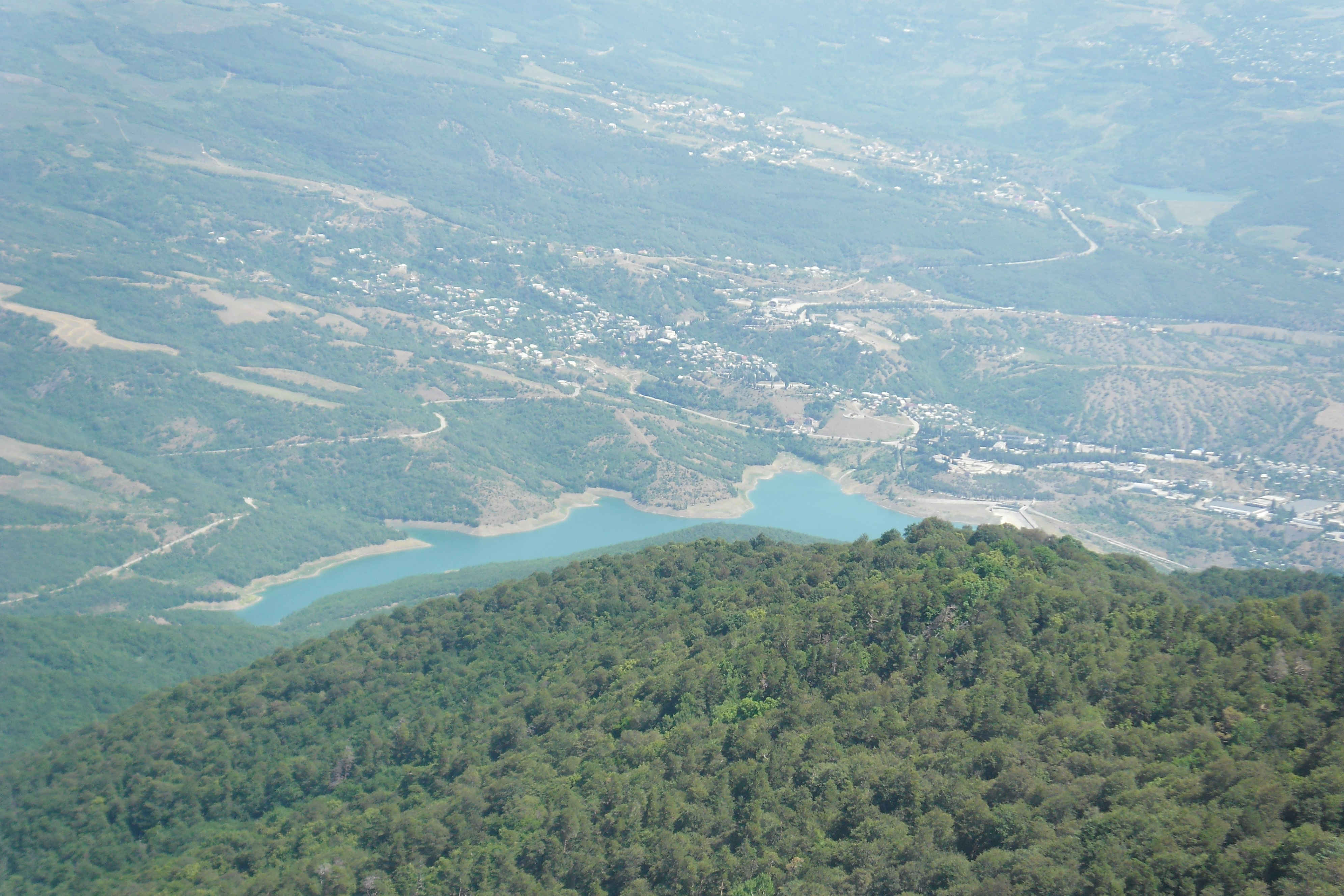
Ізобільне. Вид з Бабуган-яйли. На передньому плані — Ізобільницьке водосховище.

Ізобільненське водосховище (крим. Körbekül yapma gölü) знаходиться поблизу села Ізобільне Алуштинського регіону Криму. Водосховище утворено злиттям двох річок: Софу-Узень і Узень-Баш. Із водосховища витікає річка Улу-Узень. Ізобільненське водосховище — найбільше штучне водоймище в Кримському субсередземномор'ї — вміщає 12,8 млн м ³ води. Водосховище забезпечує прісною водою Алушту і використовується для зрошення.